# 颱風艾美 (1991年)
颱風艾美（國際編號：9107）是1991年太平洋颱風季第7個被命名的風暴。

## 氣象歷史
7月15日，一個熱帶低氣壓在雅浦西北偏北約59公里形成，並以時速20公里的速度向西北方向移動，隨後在雅浦西北偏北約670公里處增強為熱帶風暴，並命名為“艾美”。
7月17日凌晨，風暴進一步增強為強烈熱帶風暴，當時大約在高雄東南偏東1260公里，同時開始轉向西北偏西移動，於17日早上增強為颱風。不久便達到了峰值強度，中心附近的風速接近每小時185公里。7月18日晚間，艾美穿越巴士海峽，速度提高至每小時30公里並繼續向西北偏西移動靠近廣東東部沿海。
7月19日下午，艾美在汕頭附近登陸，強度迅速下滑。7月20日清晨，在汕頭西北偏西約240公里處減弱為熱帶低氣壓，不久便在廣東北部消散。

## 影響

### 英屬香港
當地懸掛最高風球信號： 三號強風信號
天文台於7月18日晚上10時45分懸掛一號戒備信號，當時愛媚集結於香港以東約700公里。初時吹輕微至和緩偏西風。當愛媚以高速靠近時，天文台於7月19日早上11時10分改掛三號強風信號， 當時愛媚集結於香港以東約400公里。天文台總部於下午4時錄得最低瞬時海平面器壓993.7百帕斯卡，愛媚在一小時後登陸。黃昏轉吹清勁西南風，離岸吹 強風。愛媚於晚上9時左右最接近香港，當時位於香港之東北約190公里。隨着愛媚減弱，並向西北進一步移入內陸，香港風力逐漸減弱。所有信號於7月20日 早上10時10分除下。
香港在7月18日天晴。隨着艾美從東面靠近，香港錄得氣溫34.5度，是七月份第七高紀錄。艾美在汕頭附近登陸後，香港開始受天雨影響。艾美的殘餘在7月20及21日繼續為香港帶來狂風驟雨及雷暴。驟雨於7月22日消退，天氣轉晴。

### 其他地區
艾美於菲律賓呂宋島東方海面形成後一直以西北西的方向行進，於19日上午掠過台灣屏東縣恆春鎮南方近海，並於晚間在中國廣東省汕頭市潮南區井都鎮登陸。  全台灣以花蓮、臺東、高雄、屏東地區災情較嚴重，有人員傷亡失蹤。核三廠因線路受損，有2部機組停機，曾造成台灣各地約46萬4000餘戶停電。

## 熱帶氣旋警告使用紀錄

### 臺灣
| 交通部中央氣象局 颱風警報 | 交通部中央氣象局 颱風警報 | 交通部中央氣象局 颱風警報 |
| ------------------------- | ------------------------- | ------------------------- |
| 上一熱帶氣旋              | 海上颱風警報              | 下一熱帶氣旋              |
| 中度颱風艾德              | 海上颱風警報              | 輕度颱風布籃登            |
| 中度颱風戴特              | 陸上颱風警報              | 中度颱風愛麗              |